# Ivica Čandrlić
Ivica Čandrlić (Moravice, 25. rujna 1930. – Osijek, 28. ožujka 1993.), hrvatski liječnik internist, nesuđeni nobelovac. Među prvima u svjetskoj medicni uveo kortikosteroidnu terapiju za liječenje.

## Životopis
Rođen u Moravicama. U Osijeku završio osnovnu i srednju školu. U Zagrebu studirao medicinu. Diplomirao 1956. godine. Specijalizirao u Zagrebu internu medicinu. Zaposlio se u osječkom Domu zdravlja. Od 1982. redoviti profesor Medicinskog fakulteta u Zagrebu. Po specijalizaciji je preuzeo 1976. rukovođenje internim odjelom tadašnje osječke Opće bolnice, i vrlo skoro odjel podijelio na odsjeke. Time je omogućio razvijanje subspecijalizacije unutar internog odjela. U međuvremenu je pokrenuo 1979. studij medicine u Osijeku. Rezultat podjele odjela u bolnici na odsjeke je bio prerastanje odjela u Kliniku za internu medicinu 1986. godine. Čandrlić je bio bio prvi predstojnik.
Umro u Osijeku 1993. godine.

## Nesuđeni nobelovac
U svjetskoj medicini uveo kortikosteroidnu terapiju za liječenje, što su neki kolege popratili s podsmijehom. Za ono što je on uočio poslije je dodijeljena Nobelova nagrada drugoj dvojici liječnika, dvanaest godina nakon njegove smrti. Dobili su nagradu za otkriće gram-negativne bakterije Helicobacter pylori koja naseljava različite dijelove želuca i dvanaesnika i njezine uloge u gastritisu i nastajanju ulkusa probavila. Ta bakterija uzročnica je upale koja je u čvrstoj svezi s nastankom ulkusne bolesti. Čondrlić je to uočio davno prije i počeo s jednom novom terapijom. Stručna potpora je izostala, i umjesto u Hrvatsku, Nobelova nagrada otišla je u Australiju Barryju Jamesu Marshallu i Robinu Warrenu.

## Odlikovanja
- Red Danice hrvatske s likom Katarine Zrinske, za osobite zasluge za zdravstvo, socijalnu skrb i promicanje moralnih društvenih vrednota.[1] Nagrada je dodijeljena posmrtno.[2]